# Regulace toku

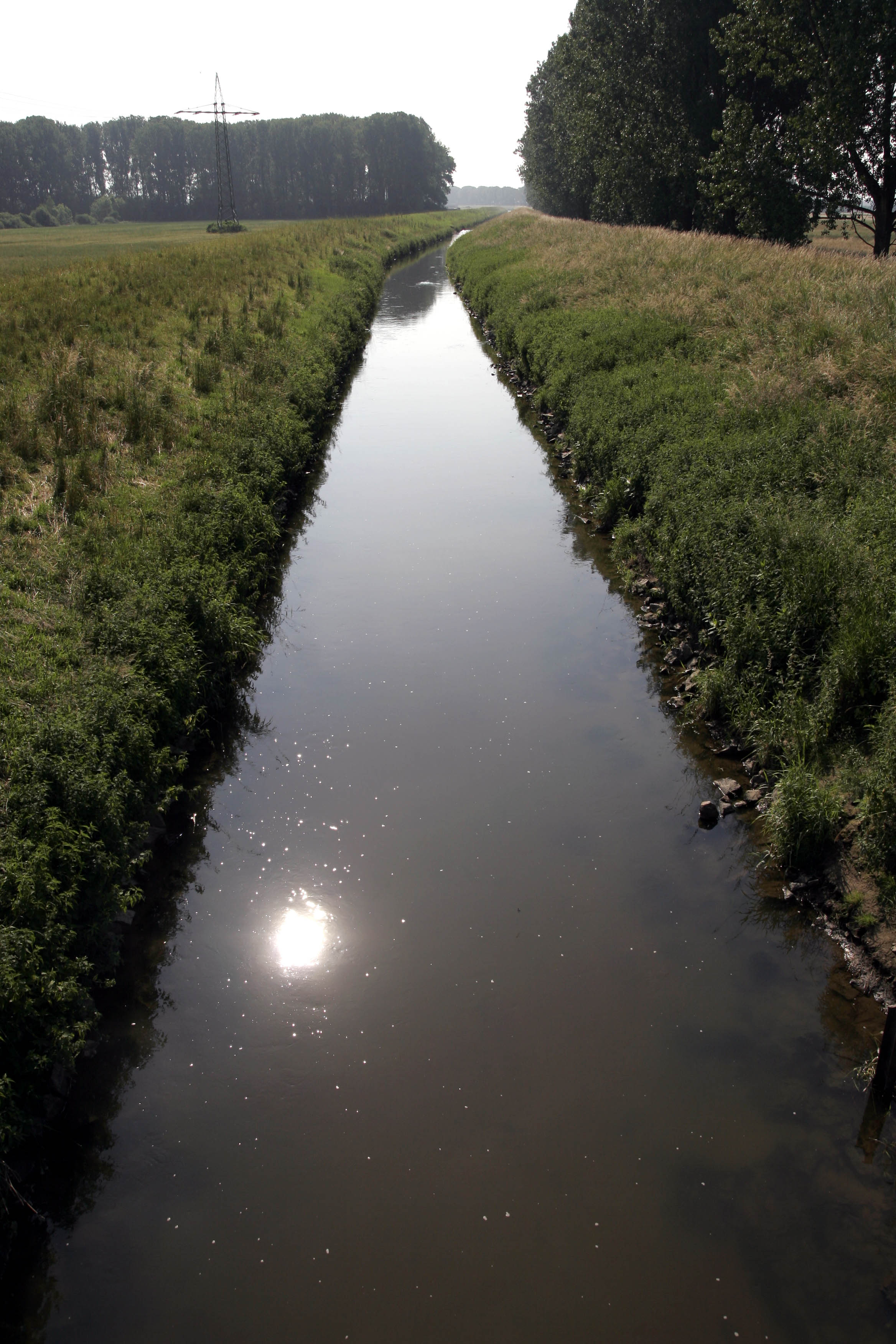
Regulovaný tok říčky Weschnitz (jižní Hesensko)

Regulace toku je antropogenní zásah člověka do přirozeného prostředí vodního toku.

## Důvody (cíle) regulace
Účelem regulace vodního toku může být:
- protipovodňové opatření – zvyšování břehů, stavba protipovodňových valů a hrází, napřímení toku
- splavnění toku – napřímení toku a prohloubení dna
- zajištění vodních zdrojů – budování nádrží a přehrad pro akumulaci vody
- ochrana přírody - zachování přirozených biotopů a zlepšení kvality vody

## Způsoby regulace
Regulace je prováděna různými způsoby:
- zpevnění břehů – zpevnění břehů, např. pomocí betonových bariér nebo velkých balvanů
- tvorba kaskád – kvůli zpomalení toku nebo zvýšení hladiny pro splavnění (výstavba vodních přehrad nebo jezů)
- přeložení toku – vytvoření nového koryta vodního toku (jako ochrana soukromých objektů před povodněmi apod.)